# TransylMania
A TransylMania egy, a székelyföldi Baróton megalakult folk-rock, etno-rock zenekar, mely 2002-ben jött létre. Stílusukban a rockzene elemei keverednek a magyar népzenével.

## Történet
Cseresznyés Szilamér basszusgitáros 2002. június 27-én alapította meg a zenekart. Még abban az évben a Duna Televízió is közvetítette szilveszteri koncertjük egy részét Székelyudvarhelyről. Ennek hatására 2003-ban közös erdélyi-székelyföldi turnén vettek részt a Kormorán együttessel. 2004-ben jelent meg első lemezük Legyen úgy, mint régen volt címmel, melynek producere Koltay Gergely volt.
2004 nyarán már 2000 ember előtt koncerteztek a budapesti Testnevelési Egyetem sportcsarnokában, a Kormorán előzenekaraként.
2005-ben folytatódott fellépéseik sora, többek között a Papp László Budapest Sportarénában is: az Egy csepp emberség Székelyföldért segélykoncerten magyarországi nagy zenekarok mellett léptek fel. Ez év végén kezdődtek el második lemezük stúdiómunkálatai.
2006 februárjában megjelent az El ne add az ősi házat című lemezük. A lemezt egy nagyszabású koncertkörút keretében mutatták be Erdély 14 nagy városában. Néhány helyszínre a magyarországi Ismerős Arcok zenekar is elkísérte őket. Májusban került sor az új lemez magyarországi bemutatására. Ezt meghívások sora követte fesztiválokon való fellépésekre (délvidéki EMI-tábor, Demokrata Liget, Tusványos, erdélyi EMI-tábor stb.).
Új felállásban 2007-től folyamatosan koncerteztek, és augusztus 20-án a Háromszéki Magyarok Világtalálkozója alkalmából, a Duna Televízió élő közvetítésével bemutatták újszerű produkciójukat, mely a Mert tudnom kell… címet viselte. A Nagy Kopeczky Kálmán rendezte és Orza Călin koreografálta alkotás egyfajta barangolás a magyarság múltjában, jelenében és jövőjében. Az előadás a régi és új dalok történeteinek és üzeneteinek dramaturgiai szálra való felfűzése, egy műfajilag nehezen behatárolható, élő, szabadtéri színpadi produkció volt, amely a 10 000 főnyi közönség előtt mintegy 150 művész közös alkotásaként valósult meg.
2008 őszén megjelent a harmadik lemezük Mert tudnom kell címmel, melyet erdélyi és magyarországi koncertkörút követett.
2009. június 13-án a TransylMania fellépett a budapesti MOM Művelődési Központban.
2010. július 8–11. között az együttes részt vett a Csepregen megszervezett Országos Ismerős Arcok Táborban az Ismerős Arcok meghívására.
2012. július 1-jén a vargyasi Daniel-kastély adott otthont az együttes tízéves születésnapi koncertjének. Ez alkalomból kiállítás nyílt az együttes plakátjaiból, a legjelentősebb fellépéseikről készült fényképekből. Az együttes számára mindig is fontos volt az ifjú nemzedék, ezért a gyermekek számára is szerveztek programot: őket kézműveskedésre, íjászatra, lovaglásra várták. Fellépett továbbá a Folker, a Fabatka és a magyarországi Csillagösvény.
Ez év július 28-án a Tusványosi Szabadegyetem keretében is fellépett az együttes.
2013-ban a Kormorán zenekarral közös lemezt adtak ki A nemzet szolgálatában címmel.
2014-ben Tizenkettő című lemezüket adták ki.
2015-ben az együttes fellépett az Erdélyi EMI-táborban. Év végén megjelent a Rika királyné című daluk és klipjük.
2016-ban a Kelet felé című daluk különdíjas lett az Erdély Legszebb Dala pályázaton. Ez évben, augusztus 19-én felléptek a Gyimesközéplokon megszervezett Hazajáró-táborban.
2017. május 4–14. között  Ismerj meg, Európa címmel európai turnéra indult az együttes, az alábbi városokat érintve: Budapest, Bécs, München, Brüsszel, Dublin és Manchester. Kettős céljuk volt: a kontinens különböző nagyvárosaiba elszármazott magyar közösségekben a magyar öntudat ébren tartása, a szülőföldhöz, a hazához, a magyar örökséghez való ragaszkodás erősítése volt. Emellett az európai nagyvárosokban népszerűsítette az erdélyi muzsikát, az erdélyi kultúra és Székelyföld értékeit. Bécsben koncert után közönségtalálkozó, gyerekfoglalkozások (táncház, ismerkedés a népi hangszerekkel, népi gyerekdalok éneklése stb.) várták az érdeklődőket, ezzel is bátorítva és segítve az elszármazott magyarokat abban, hogy őrizzék és ápolják hagyományaikat, gyermekeiket magyar öntudatra neveljék.
2017 júniusában szintén a vargyasi Daniel-kastélyban ünnepelte 15. születésnapját az együttes, ez alkalomból egész napos programkínálattal várták a közönséget. Többek között az együttes európai turnéjáról készült kisfilmet is megtekinthették az érdeklődők.
2018-ban immár sokadik alkalommal léptek fel a sepsiszentgyörgyi Szentgyörgy-napokon.
2019. július 28-án az együttes Nagyenyeden lépett fel, a Míves Emberek Sokadalmán. December 16-án a Kormorán együttes Összetartozunk című születésnapi koncertjén léptek fel a budapesti Uránia Nemzeti Filmszínház dísztermében.
2020-ban a pandémia ellehetetlenítette az élő fellépéseket. A Manchesterben megszervezett GóbéFesten június 26-án adtak online koncertet. Augusztus 29-én felléptek Pakson az online Kárpát-medencei Zenés Találkozón.
2021-ben továbbra is csak online koncertezhetett az együttes. Február 13-án felléptek az A38-as hajón. Augusztus 18-án a Magyarság Háza meghívására adtak koncertet.
2022 júniusában megünnepelték 20. születésnapjukat szintén a Vargyasi Daniel-kastélyban ezúttal két napos programkínálatattal várták közönségüket.

## Tagok
- Cseresznyés Emília (Ceci) – ének, vokál
- Cseresznyés Szilamér (Csönye) – basszusgitár, ének
- Gáspár Álmos – hegedű
- Melkuhn Róbert – fúvós hangszerek
- Pakot István (Paki) – ének, vokál
- Sárosi Nóra – ének, vokál
- Sárosi Péter – billentyűs hangszerek
- Karácson Zsolt – dobok
- Tókos Imre – gitár

Korábbi tagok
- Bogyor Attila(Bogyócska)– ének, vokál, gitár
- Bogyor Gábor – billentyűs hangszerek
- Fazakas Albert (Albi) – cimbalom
- Fehérvári Péter – ének, vokál
- Gáspár Csaba – hegedű
- Hompoth Arthur Norbert – dobok
- Kátai József (Jocó) – dobok
- Kelemen István (Pityu) – hegedű
- Kovács Enikő – ének, vokál
- Máthé Melinda – ének, vokál
- Orbán Ferenc – hegedű
- Pál Gábor – hegedű
- Ségercz Ferenc – fúvós hangszerek
- Szélyes Margit (Manyika) – ének, vokál
- Veress Zsolt – hegedű
- Zsigmond Laura – ének, vokál